# Blondin und Cirage
Blondin und Cirage ist ein von Jijé geschaffener frankobelgischer Comic.

## Handlung
Die Hauptfiguren sind zwei Jugendliche, der hellhäutige Blondin und der dunkelhäutige Cirage. Blondin löst die Probleme zwar mit Intelligenz, der eigentliche Sympathieträger der Serie ist jedoch Cirage. Die Abenteuer führen sie in verschiedene Teile der Welt. 

## Hintergrund
Jijé schrieb und zeichnete die humoristische Serie. Die vierte Episode stammte von Victor Hubinon. Die Serie erschien zwischen 1939 und 1942 in der katholischen Jugendzeitschrift Petits Belges und von 1947 bis 1963 in Spirou. Die Geschichten wurden auch in Albenform veröffentlicht. Im deutschen Sprachraum gab Heinzelmännchen ein Album heraus.

## Geschichten
- Blondin et Cirage en Amérique (1939–1940)
- Blondin et Cirage contre les gangsters (1940–1941)
- Jeunes ailes (1941–1942)
- Les Nouvelles aventures de Blondin et Cirage (1947–1949)
- Blondin et Cirage au Mexique (1951)
- Le Nègre blanc (1951)
- Kamiliola (1952)
- Silence on tourne (1953)
- Les Soucoupes volantes (1954–1955)
- Le Merveilleux Noël de Blondin et Cirage (1963)